# Cathédrale épiscopalienne Saint-Philippe d'Atlanta
Cette  cathédrale ne doit pas être confondue avec une autre cathédrale d'Atlanta.
 D’autres cathédrales portent le nom de cathédrale Saint-Philippe.
La cathédrale épiscopalienne Saint-Philippe d'Atlanta est le siège de l'Église épiscopalienne du diocèse d'Atlanta, en Géorgie.
Située dans le quartier de Buckhead (en), elle est nommée d'après Philippe.